# Gossets
Els gossets (Misopates orontium) són una planta herbàcia anual de la família Plantaginaceae, encara que tradicionalment havia estat classificada dins de les escrofulariàcies. És una espècie pròpia d'ambients mediterranis, en sentit ampli, autòctona d'Europa. Als Països Catalans és comuna en herbassars secs, cultius, erms i matollars de la regió mediterrània. També s'ha naturalitzat com a mala herba en altres parts del món com Amèrica del Nord. Molt semblant a Antirrhinum majus, no assoleix la seva grandària tant pel que fa a la planta com a les flors. Planta de 20-60 cm d'alçada, herbàcia, erecta, poc ramificada, per sota glabra o de vellositats aspres, per dalt amb pubescència glandulosa. Fulles inferiors oposades, les superiors freqüentment alternes, linears fins oblongo el·líptiques, de 2-5 cm de llarg i fins a 7 mm d'ample, afilades, de marges sencers, curtament peciolades. Inflorescències en raïms laxos. El calze és dividit en 5 parts, dents clarament desiguals. La corol·la fa fins a 15 mm de llarg, d'un color rosa, rarament blanca. El llavi superior és bilobat i l'inferior trilobat. El tub de la corol·la és tancat per dues prominències del llavi inferior, lleugerament dilatat per la base. Quatre estams tancats al tub de la corol·la. L'ovari és súper. El fruit és una càpsula ovalada, amb prominències, glandulosa, amb 3 porus.

## Taxonomia
Va ser descrita amb el nom Antirrhinum orontium per Carl von Linné el 1753 a la seva obra Species Plantarum. Constantine Samuel Rafinesque va proposar moure aquesta espècie de gènere i la va anomenar Misopates orontium (L.) Raf. Morfològicament hi ha alguns caràcters de les fulles, flors , fruits i llavors que semblen donar suport a aquesta segregació en dos gèneres. Els estudis moleculars recents també ho corroboren.